# Bengt Andersson (fotbollsmålvakt)
Bengt Evert Andersson, född 11 augusti 1966 i Fjärås församling i Hallands län, är en svensk före detta fotbollsmålvakt.

## Spelarkarriär
Andersson började med fotboll i Hanhals när han var fem år. När han blev tonåring flyttade familjen till Göteborg och han anslöt sig till GAIS, där han 1981 gjorde A-lagsdebut. 1984 spelade han som 17-åring sin första seriematch, i vilken Grimsås IF stod för motståndet. När han var 19 år skrev han på för IK Brage. Han gjorde sin allsvenska debut som 21-åring. Efter några säsonger i IK Brage så gick resan vidare till Örgryte IS.
1996 blev Andersson proffs i Spanien, för CD Tenerife där han spelade två säsonger, Andersson hade precis då blivit landslagsman. 1998 återvände han till Sverige och spelade för IFK Göteborg. Bengt Andersson har rekordet som den äldsta spelande spelaren i Göteborg. Han fick ta emot priset som Årets Ärkeängel 2001.
Tisdagen efter att IFK Göteborg säkrat sitt SM-guld 2007 hölls en presskonferens, där det meddelades att Andersson slutar med fotboll på elitnivå. Han hade då hållit nollan totalt 13 gånger under den allsvenska säsongen – inklusive under de fem avslutande matcherna.
Han gjorde comeback för Tölö IF 2008. Han var utlånad till den norska klubben Moss FK från Tölö IF under 2008. 2009 gjorde han återigen comeback i allsvenskan med Örgryte IS där han ersatte de skadade målvakterna Nathan Coe och Peter Abrahamsson.
I april 2011 blev Andersson klar för division 7-klubben Önnereds IK. Han ringde själv upp en reporter på sportbladet och berättade om debuten, där han bland annat sa att han räddade en straff och tre frilägen. Under 2012 spelade Andersson även en match för division 5-klubben Kristbergs IF. I augusti 2013 skrev han på för Örgryte IS. 2014 spelade Andersson en match för division 5-klubben Åsa IF. Den 25 juni 2015 gick han till division 6-klubben Älvängens IK. Anderssons första match var mot Hälsö BK borta där han höll nollan intakt när Älvängen vann med 3–0. Under 2015 spelade han även åtta matcher för division 5-klubben Pålsboda GoIF och under 2016 spelade Andersson en match för division 6-klubben Särö IK.

## Övrigt

### Handboll
Uppgiften om att Andersson tidigare spelade handboll och vann SM-guld med IK Heim 1983 är felaktig. När Heim vann SM-guld 1983 var Bengt inte fyllda 17, och han var inte med i Heims A-lag guldsäsongen 1982–1983. Bengt Andersson spelade däremot 5 allsvenska matcher med Ludvika HF säsongen 1991–1992.[källa behövs]

### Tränarkarriär
Den 9 november 2012 meddelade Andersson att han satsade på en karriär som tränare och att han tog över division 3-klubben Kållereds SK. Andersson var tränare fram till 2014 då både han och assisterande tränaren Magnus "Ölme" Johansson lämnade klubben.

## Meriter

### Fotboll
- 11 A-landskamper
- 1 B-landskamp
- 13 juniorlandskamper
- Vinnare av allsvenskan med IFK Göteborg 2007
- Vinnare av Division 6D Göteborg med Älvängens IK 2015